# Gran Premio Industria e Commercio di Prato 1981
Il Gran Premio Industria e Commercio di Prato 1981, trentaseiesima edizione della corsa, si svolse il 19 giugno 1981 su un percorso di 204 km, con partenza e arrivo a Prato. Fu vinto dall'italiano Moreno Argentin della Sammontana-Benotto davanti ai suoi connazionali Giuseppe Saronni e Emanuele Bombini.

## Ordine d'arrivo (Top 10)
| Pos. | Corridore                | Squadra                   | Tempo    |
| ---- | ------------------------ | ------------------------- | -------- |
| 1    | Moreno Argentin          | Sammontana-Benotto        | 5h12'00" |
| 2    | Giuseppe Saronni         | Gis Gelati-Campagnolo     |          |
| 3    | Emanuele Bombini         | Hoonved-Bottecchia-Herdal |          |
| 4    | Bruno Leali              | Inoxpran                  |          |
| 5    | Alberto Minetti          | Famcucine-Campagnolo      |          |
| 6    | Leonardo Mazzantini      | Famcucine-Campagnolo      |          |
| 7    | Leonardo Bevilacqua      | Gis Gelati-Campagnolo     |          |
| 8    | Gianbattista Baronchelli | Bianchi-Piaggio           |          |
| 9    | Mario Beccia             | Santini-Selle Italia      |          |
| 10   | Alfio Vandi              | Selle San Marco-Wilier    |          |